# Paweł Hulka-Laskowski

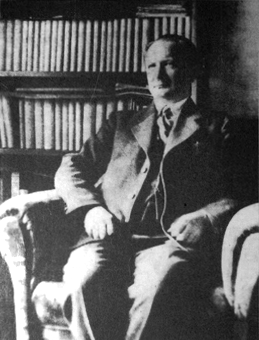
Paweł Hulka-Laskowski

Paweł Hulka-Laskowski (sinh ngày 25 tháng 6 năm 1881 – mất ngày 29 tháng 10 năm 1946) là một nhà văn, dịch giả, nhà báo và nhà công tác xã hội người Ba Lan.
Ông sinh tại Żyrardów, trong một gia đình thuộc tầng lớp lao động người Ba Lan gốc Séc theo đạo Tin lành. Cha mẹ ông là công nhân nhà máy dệt. Năm 1903, ông bắt đầu học tại Đại học Heidelberg. Sau khi trở về Ba Lan, ông cùng vợ Kazimiera và con gái Elżbieta định cư ở Grodzisk Mazowiecki. Vào tháng 6 năm 1910, Paweł Hulka-Laskowski và vợ bị chính quyền Đế quốc Nga bắt giữ, bị buộc tội đồng lõa trong vụ ám sát một chỉ huy hiến binh địa phương của Nga. Sau khi ra tù, họ chuyển đến Żyrardów.
Trong giai đoạn giữa hai cuộc chiến tranh, Paweł Hulka-Laskowski cộng tác với nhiều tờ báo và tạp chí, chẳng hạn như Bluszcz, Echo Literacko-Artystyczne, Sfinks, Myśl Niepodległa, Wiadomości Literackie và Jednota. Ông là một dịch giả giỏi. Ông đã dịch các tác phẩm của Karel Čapek, Božena Němcová, Jonathan Swift, James Fenimore Cooper, Dmitry Merezhkovsky, Ernst Kretschmer, Emil Ludwig và Roger Martin du Gard. Ông nổi tiếng nhất với việc biên dịch tiểu thuyết The Good Soldier Švejk của Jaroslav Hašek sang tiếng Ba Lan.
Paweł Hulka-Laskowski mất vì tai biến mạch máu não tại một bệnh viện ở Cieszyn. Ông được chôn cất tại nghĩa trang Tin lành ở địa phương.

## Tác phẩm

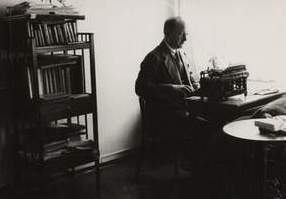
Hulka-Laskowski tại nơi làm việc

- 1927 Porucznik Regier (Lieutenant Regier)
- 1934 Mój Żyrardów (My Żyrardów)
- 1938 Śląsk za Olzą (Silesia Behind Olza)
- 1946 Księżyc nad Cieszynem (Moon over Cieszyn)